# Randy Savage
Randall Mario Poffo (Columbus, 15 de novembro de 1952 — Seminole, 20 de maio de 2011), mais conhecido pelo seu nome no ringue "Macho Man" Randy Savage, foi um lutador de luta livre profissional, ator, rapper e comentarista americano. Savage foi melhor conhecido por suas passagens na World Wrestling Federation (WWF) e World Championship Wrestling (WCW). Ele é considerado como um dos maiores lutadores profissionais da história.
Savage ganhou 20 títulos durante sua carreira de 32 anos. Ele conquistou seis campeonatos mundiais entre a WWF e WCW, tendo conquistado o Campeonato da WWF duas vezes e o Campeonato Mundial dos Pesos-Pesados da WCW quatro vezes. Ele também ganhou o Campeonato Mundial dos Pesos-Pesados da ICW por três vezes e o Campeonato Mundial Unificado dos Pesos-Pesados da USWA por uma vez. Savage também foi campeão intercontinental da WWF uma vez; A WWE (ex-WWF) nomeou-o o maior campeão de todos os tempos e creditando ele por trazer "um maior nível de credibilidade para o título através de suas incríveis performances no ringue". Savage também foi o King of the Ring da WWF de 1987 e o vencedor do WCW World War 3 de 1995. Durante a década de 1980, ele encabeçou o evento principal das WrestleManias IV, V, bem como quatro dos cinco primeiros SummerSlams, a edição de 1995 do WCW Starrcade e muitos outros eventos. No auge de sua popularidade, Savage tinha o mesmo poder de atração do público que Hulk Hogan.
Na maior parte de suas passagens na WWF e WCW, Savage foi gerido por sua esposa na vida real "Miss Elizabeth" Hulette. Ele foi reconhecido por fãs de luta livre profissional por sua voz rouca e profunda distintamente, seu traje, intensidade dentro e fora do ringue, usando "Marchas de Pompa e Circunstância" como sua música de entrada, e seu bordão "Oooh yeah!". Savage morreu de arritmia cardíaca enquanto dirigia acompanhado de segunda esposa Barbara Lynn Payne, em Seminole, na Flórida, na manhã de 20 de maio de 2011. Em 12 de janeiro de 2015, ele foi anunciado como o primeiro a ser induzido no classe de 2015 do Hall da Fama da WWE.
Randy Savage fez uma ponta no Filme Homem-Aranha (2002), como o Lutador Bone Saw McGraw (traduzido para o português como Serra Osso), numa luta na "jaula" contra o "Homem-Aranha" (onde Peter vai lutar para conseguir uma boa quantia em dinheiro).

## No wrestling
- Movimentos de finalização
  - Diving elbow drop[2][11][12]

- Movimentos secundários

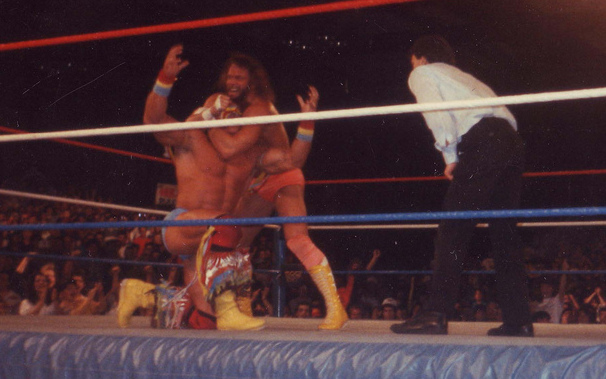
Savage aplicando um chinlock em The Ultimate Warrior.

  - Golpes alternando entre o peito e a cabeça do adversário[11][12][13][14]
  - Atomic drop[15][12]
  - Chokehold[13]
  - Diving crossbody[14]
  - Diving double axe handle,[1] as vezes fora do ringue[1]
  - Hair-pull hangman[1]
  - High knee[14]
  - Jumping knee drop[1]
  - Lariat takedown[1]
  - Multiple elbow smashes[14]
  - Piledriver[11][12][14]
  - Scoop slam[14]
  - Sleeper hold
  - Snake Eyes[11][12][13]
  - Snapmare[14]
  - Vertical suplex[14]

- Alcunhas
  - "Macho Man"[2]
  - "Macho King"[2]

- Managers
  - Angelo Poffo
  - Miss Elizabeth[15]
  - Jimmy Hart[16]
  - Sensational Sherri / Queen Sherri
  - Gorgeous George
  - Team Madness (Gorgeous George, Madusa e Miss Madness)

- Temas de entrada
  - "Fame"[2] por Irene Cara (International Championship Wrestling)
  - "State Of Shock"[2] por The Jacksons com Mick Jagger (Continental Wrestling Association)
  - "Pomp and Circumstance"[2] por Sir Edward Elgar (WWF)
  - "Pomp and Circumstance" por Jimmy Hart e Howard Helm (WCW)
  - "Rockhouse" por Frank Shelley[17] (WCW; usado enquanto parte da New World Order)
  - "Kevin Nash / Wolfpac Theme" por C-Murder e composta por Jimmy Hart e Howard Helm[18] (WCW; usado enquanto parte da nWo Wolfpac)
  - "What Up Mach" por Jimmy Hart e Howard Helm[18] (WCW)
  - "Pomp and Circumstance" por Dale Oliver (TNA)

## Títulos e prêmios
- Continental Wrestling Association
  - AWA Southern Heavyweight Championship (2 vezes)[19]
  - CWA International Heavyweight Championship (1 vez)[20]
  - NWA Mid-America Heavyweight Championship (3 vezes)[21]

- Grand Prix Wrestling
  - GPW International Heavyweight Championship (2 vezes)[22]

- Gulf Coast Championship Wrestling
  - NWA Gulf Coast Tag Team Championship (1 vez) – com Lanny Poffo[23]

- International Championship Wrestling
  - ICW World Heavyweight Championship (3 vezes)[24]

- Pro Wrestling Illustrated
  - Retorno do ano (1995)
  - Rivalidade do ano (1997) vs. Diamond Dallas Page
  - Luta do ano (1987) vs. Ricky Steamboat no WrestleMania III
  - Lutador mais odiado do ano (1989)
  - Lutador mais popular do ano (1988)
  - Lutador do ano (1988)
  - Prêmio Stanley Weston Award (2011)[25]
  - PWI colocou-o em 2 dos 500 melhores lutadores individuais na PWI 500 em 1992[26]
  - PWI colocou-o em 9 dos 500 melhores lutadores individuais na "PWI Years" em 2003[27]
  - PWI colocou-o em 57  das 100 melhores duplas na"PWI Years" com Hulk Hogan em 2003[28]

- Professional Wrestling Hall of Fame
  - Classe de 2009[3]

- United States Wrestling Association
  - USWA Unified World Heavyweight Championship (1 vez)[29]

- World Championship Wrestling
  - WCW World Heavyweight Championship (4 vezes)[30][31][32][33]
  - King of Cable (1995)[34]
  - World War 3 (1995)[2]

- World Wrestling Council
  - WWC North American Heavyweight Championship (1 vez)[35]

- World Wrestling Federation/WWE
  - WWF Championship (2 vezes)[36][37]
  - WWF Intercontinental Championship (1 vez)[38]
  - King of the Ring (1987)[39]
  - WWE Hall of Fame (Classe de 2015)

- Wrestling Observer Newsletter
  - Luta do ano (1987) vs. Ricky Steamboat no WrestleMania III
  - Pior luta do ano (1996) com Hulk Hogan vs. Arn Anderson, Meng, The Barbarian, Ric Flair, Kevin Sullivan, Z-Gangsta e The Ultimate Solution em uma luta Towers of Doom no Uncensored
  - Wrestling Observer Newsletter Hall of Fame (Classe de 1996)